# 九章详注比类算法大全

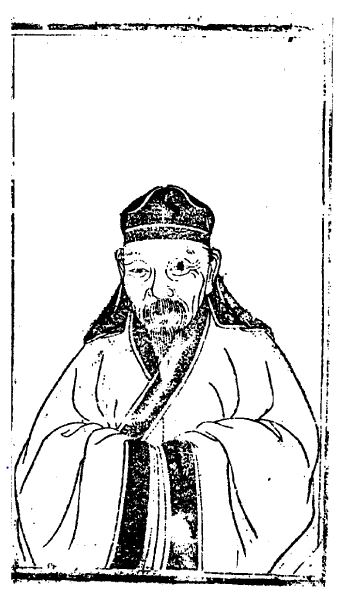
吴敬画像

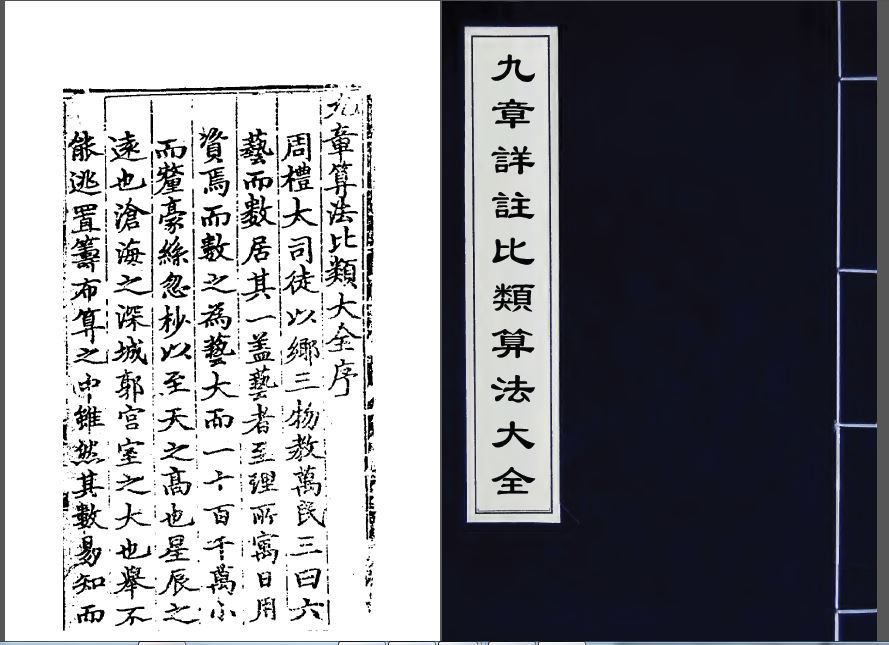
《九章详注比类算法大全》封面及序

《九章详注比类算法大全》，又称《九章算法比类大全》，是明代数学家吴敬的代表作。《九章算法比类大全》成书于景泰元年（1450年）。吴敬自序中说明他著此书的原委，
予以草茅末学，留心算数，历访《九章》全书，久之未见，一日，偶获写本，其目二百四十有六，内方田、粟米、衰分、不过乘除互换，人皆易晓。若少广之截多益少，开平方圆、商功之修筑堆积，均输之远近劳费，其法颇杂。至于方程，勾股，题问深隐，法理难明，古注混淆，布算颇杂，初学无所发明，由是通其述者鲜矣。辄不自揆，采辑旧闻，分章详注，补其遗阙，役其纰缪，灿然明白，如指诸掌。前增乘除开方起例之法，中添详注比类、歌诗之术，后续锁积演段还源之方，增千二百题。通古旧题，总千四百余问，数十万言，厘为十卷，题曰《九章详注比类算法大全》，积功十年，才克脱稿
。
吴敬的时代是筹算和珠算并用的时代，《九章详注比类算法大全》的演算草图都用筹式算符，但有些题目的运算，必须依靠算盘来完成，因此有些学者认为此书是筹算与珠算并用的著作。此书对珠算有所贡献，如起五诀、成十诀、破五诀、先十法等.

## 内容
- 乘除开方起例，194问
- 方田卷第一 
  - 古问:包括直田、里田、圭田、斜田、圆田等 214问
  - 比类 115问。包括勾股田、梭田、半梭田、梯田等。
  - 截田 12问
  - 诗词 45问
- 粟米卷第二  212问
  - 古问 46问
  - 比类 103问
  - 诗词 63问
- 衰分卷第三
  - 古问 20 问
  - 比类 88 问
  - 诗词 59问
- 少广卷第四
  - 古问 24 问
  - 比类 66 问
  - 诗词 15问
- 商功卷第五
  - 古问 28问
  - 比类 95问
  - 诗词 12问
- 均输卷第六
  - 古问 28问
  - 比类 41 问
  - 诗词 50 问
- 盈不足卷第七
  - 古问 20 问
  - 比类 88 问
  - 诗词 59问
- 方程卷第八
- 勾股卷第九
- 开方卷第十

各卷中的”古问“部分题目，取自刘徽《海岛算经》、王孝通《緝古算經》、杨辉《详解九章算法》，朱世杰《四元玉鉴》等古算术；”比类“是应用题 。

## 版本
根据中算史家李俨考证，《九章详注比类算法大全》有如下版本
- 天一阁明刊本吴敬编《算法大全》十卷
- 明赵琦美《脉望馆数目》载吴敬《九章算法比类大全》八本，《算法大全》四本
- 清初《清来堂书目》载明吴敬《比类算法大全》
- 上海东方图书馆旧藏明弘治元年（1488年）刻本八册，现藏中国国家图书馆。
- 北京大学图书馆有李盛铎旧藏十二册。
- 日本静嘉堂有一部。

## 评价
明代数学家程大位对此书评价不高，认为此书章类繁乱，错误很多。
清代数学家梅文鼎认为吴敬的数学水平高于程大位，现代数学史家钱宝琮认为明代在西洋数学传入中国之前，数学上可以称道的成就仅有珠算一门，景泰元年（1450年）吴敬所著《九章详解比类算法大全》，尤其出类拔萃。